# منیر بارک
منیر بارک (انگلیسی: Mounir Barek؛ زادهٔ ۲۲ مارس ۱۹۶۰) بازیکن والیبال اهل تونس بود.